# Аквапорин 1
Аквапорин 1 — белок группы аквапоринов, водный канал, широко представлен во многих тканях, особенно высоко экспрессирован в почках.

## Структура и функции

### Структура
Аквапорин 1 является тетрамерным интегральным белком. Мономер состоит из 269 аминокислот, содержит 2 тандемных повтора с 3 трансмембранными участками и петлю с характерным мотивом аспарагин-пролин-аланин, которая формирует водный канал..

### Функция
Формирует специфичный водный канал в клеточной мембране, в особенности в эритроцитах и клетках проксимальных канальцев почек. Обеспечивает передвижение воды через клеточную мембрану в направлении осмотического градиента.

### Экспрессия в тканях
Аквапорин 1 содержится в ряде тканей. Находится в эритроцитах, эпителии почечных канальцев, пигментном эпителии сетчатки, сердце, лёгких, скелетных мышцах, почках и поджелудочной железе. В мозге, плаценте и печени уровень экспрессии — низкий.

## Группа крови Колтона (Co)
Фрагмент аквапорина 1 является антигеном Колтона, который отвечает за одноимённую группу крови. Существуют две аллели белка Co(a) и Co(b), причём у 99,8% людей имеется аллель Co(a). Около 92% европейцев являются Co(A+B-), 8% — Co(A+B+), 0,2% — Co(A-B+). Полное отсутствие аквапорина 1 — Co(A-B-) — исключительно редко. Группа крови Колтона является важным фактором при переливании крови. В случае несовместимости матери и плода по этой группе крови выработка антител у матери к эритроцитам плода может вызвать гемолитическую болезнь новорожденных.